# 辜偉甫
辜偉甫（1918年10月8日—1982年9月27日），台灣彰化縣鹿港鎮人，為辜顯榮六子、辜振甫之弟、辜寬敏之兄，著名台灣資本家。

## 簡歷
辜偉甫畢業於臺中一中、臺北帝國大學農林專門部，後留學東京，返台後任職於父親經營之大和拓殖株式會社、株式會社集大成材木商行取締役兼社長；曾任大和興業株式會社、株式會社大裕茶行、高砂鑄造株式會社、臺灣製鹽株式會社等之取締役；另又兼任臺灣赤糖同業組合評議員、臺灣赤糖同業組合臺南支部長等職。1940年12月3日與後藤昌子（戰後改名辜具味）結婚。二戰後，先後擔任隆昌企業股份有限公司董事長、鹿港民俗文物館董事長等職。
辜偉甫雅好文藝，於1957年創立榮星兒童合唱團，由呂泉生出任團長；日後並陸續成立榮星婦女合唱團、榮星少女合唱團。1968年興建榮星花園，並成立榮星企業以資管理。1973年捐資創立鹿港民俗文物館，致力於鄉土民俗與文物之保存，對臺灣觀光事業之貢獻亦多。此外，又參與臺北市孔廟維護等工作，作家吳濁流創辦《台灣文藝》時亦曾給予資助。
辜偉甫與其妻後藤昌子（戰後改名辜具味）育有三子：長子辜晏鴻曾任鹿港民俗文物館副館長，次子辜敬之曾任日本自動車研究所主任研究員，三子辜弘毅現任中國信託銀行資深副總經理。